# Карликовая новая
Карликовые новые или звезды типа U Близнецов (U Gem, UG) являются одним из видов катаклизмических переменных звёзд — тесной двойной звёздной системой, в которой один из компонентов — белый карлик, на который аккрецируется вещество со спутника. Они похожи на классические новые звёзды в том плане, что белый карлик участвует в периодических вспышках, но механизмы вспышек разные: в классических новых звёздах вспышка — результат термоядерной реакции и детонации аккрецировавшего водорода, в то время как современная теория предполагает, что вспышка карликовой новой — результат нестабильности в аккреционном диске, когда газ в диске достигает критической температуры, что приводит к изменению вязкости, и часть вещества выпадает на белый карлик, в результате чего высвобождается большое количество энергии.
Карликовые новые являются тесными двойными системами, состоящими из карлика или субгиганта спектрального класса К-М, истекающее вещество с которого заполняет его полость Роша, а также белого карлика, окружённого аккреционным диском. Орбитальный период системы находятся в диапазоне от 0,05 до 0,5 дней. Обычно наблюдаются лишь небольшие, в некоторых случаях быстрые, колебания света, но время от времени яркость системы быстро возрастает на несколько величин, а после, на интервале от нескольких дней до месяца и более, возвращается в исходное состояние. Интервалы между двумя последовательными вспышками для данного типа звёзд могут сильно различаться, но каждая звезда характеризуется некоторым средним значением из этих интервалов, то есть это означает, что цикл соответствует некоторой средней амплитуде изменения яркости. Также наблюдается закономерность, чем больше цикл, тем больше амплитуда. Эти системы часто являются источниками рентгеновского излучения. Спектр системы при минимуме светимости — непрерывный, с широкими линиями излучения водорода и гелия. При максимальной светимости эти линии почти исчезают или становятся мелкими линиями поглощения. Некоторые из этих систем затменные, возможно, их главный минимум обусловлен затмением «горячего пятна», которое возникает, когда из аккреционного диска происходит падение вещества на поверхность белого карлика от звезды-спутника.
В соответствии с характеристиками изменения светимости, карликовые новые могут быть разделены на три типа:
- звёзды типа SS Лебедя (SS Cygni, UGSS), для которых характерно увеличение яркости на 2-6m звёздных величин в течение 1-2 дней и возвращение к своей первоначальной яркости в течение нескольких последующих дней. Их цикл переменности лежит в диапазоне от 10 дней до нескольких тысяч дней;
- звёзды типа SU Большой Медведицы (SU Ursae Majoris, UGSU), которые ярче и имеют более долгие «супервспышки» в дополнение к обычной вспышке. Их нормальные (короткие) вспышки аналогичны звёздам типа SS Лебедя, а «сверхмаксимумы» ярче на 2m звёздные величины и продолжаются более чем в пять раз дольше, но происходят они в несколько раз реже. В «сверхмаксимуме» яркости кривые блеска имеют наложение периодических «супергорбов», чьи периоды близки к орбитальным, а изменения амплитуды составляют около 0.2-0.3m звёздной величины. Их орбитальные периоды короче, чем 0,1 дня; и они имеют спутника спектрального класса M. Звёзды типа SU Большой Медведицы могут быть подразделены на звёзды типа ER Большой Медведицы и звёзды типа WZ Стрелы[5].
- звёзды типа Z Жирафа (Z Camelopardalis, UGZ) также показывают циклические вспышки, но иногда после вспышки они не возвращаются к первоначальной яркости, а в течение нескольких циклов сохраняют величину между максимальной и минимальной. Значения их периодов переменности от 10 до 40 дней, в то время как амплитуды изменения блеска от 2m до 5m звёздных величин.

Карликовые новые отличаются от классических новых звёзд и в других отношениях. Их светимость меньше, и их периоды изменения блеска, как правило, меняются в масштабах от нескольких дней до десятилетий. Светимость вспышки увеличивается на каждом интервале повторяемости, также увеличивается их орбитальный период, поскольку при аккреции вещества часть его выпадает на белый карлик, а часть выбрасывается в космос, унося орбитальный момент. Последние исследования с космического телескопа Хаббл показывают, что эти закономерности могут сделать карликовые новые полезными стандартными свечами для измерения космических расстояний.